# سردنه‌خوزیاتوو
سردنه‌خوزیاتوو (انگلیسی: Srednekhozyatovo) یک شهرک در شهرستان چیشمینسکی در استان باشقیرستان کشور روسیه است.